# Robin Harris
Robin Harris (Falmouth, Cornwall, 22. lipnja 1952.), britanski je povjesničar, novinar, pisac i publicist.

## Životopis
Robin Harris rođen je u Falmouthu 1952. godine. Studirao je na Oxfordskome sveučilištu, na kojemu je i doktorirao modernu povijest.
Od ožujka 1978. godine do studenoga 1990. godine radio je za Konzervativnu stranku i Britansku Vladu kao posebni savjetnik u Ministarstvu financija, posebni savjetnik u Ministarstvu unutarnjih poslova, ravnatelj odjela za konzervativna istraživanja, u uredu britanske predsjednice vlade Margaret Thatcher, a nakon 1990. godine nastavio je kao njezin savjetnik i pisac govora.
Hrvatski je državljanin od 2006. godine, govori hrvatski jezik i predavač je na Odjelu za povijest Hrvatskoga katoličkoga sveučilišta. Članom je uprave Centra za obnovu kulture u Zagrebu.

## Djela
- Konzervativna zajednica : korijeni i budućnost tačerizma (The Conservative Community: The Roots of Thatcherism - and its Future, 1989.)[7]
- Valoaška Guyenne : studija politike, uprave i društva kasnosrednjovjekovne Francuske (Valois Guyenne: A Study of Politics, Government and Society in Late Medieval France, 1994.)[8]
- Priča o dva Čileanca - Pinochet i Allende (A Tale of Two Chileans - Pinochet and Allende, 1999.)[9]
- Povijest Dubrovnika (Dubrovnik: A History, 2003., hrvatsko izdanje 2006.)[10][11]
- Više od prijateljstva : budućnost anglo-američkih odnosa (Beyond Friendship: The Future of Anglo-American Relations, 2006.)[12]
- Talleyrand : izdajnik i spasitelj Francuske (Talleyrand: Betrayer And Saviour Of France, 2007.)[13]
- Povijest konzervativaca (The Conservatives - A History, 2011.)[14]
- »Not for Turning« : život Margaret Thacher (Not for Turning: The Life of Margaret Thatcher, 2013.)[15]
- Stepinac : njegov život i vrijeme (Stepinac: His Life and Times, 2016.)[16][17][18]

## Nagrade
- Gibbs Prize in History[1]
- Red Britanskog Carstva (CBE)[1]
- 2007.: Nagrada Grada Dubrovnika[1]
- 2009.: Red Danice hrvatske s likom Marka Marulića[1][4]
- 2017.: Nagrada Andrija Buvina

## Vanjske poveznice
Mrežna mjesta
- (engl.) Robin Harris, Croatia since Communism: Values, Structures, Prospects, thomasmoreinstitute.org.uk, 25. svibnja 2010.